# Georges Michotte
Georges Michotte (Oostende, 5 april 1918 - Oudergem, 5 december 1999) was een Belgisch luitenant-kolonel en verzetsman.

## Levensloop
Michotte werd beroepsmilitair. Als peloton-overste in het Vierde Linieregiment nam hij deel aan de Achttiendaagse Veldtocht in mei 1940 en werd gewond tijdens een aanval aan de Leie.
In maart 1941 sloot hij zich aan in Brugge bij het Belgische Legioen. Hij werd na korte tijd al verraden en op 25 juli 1941 gearresteerd. Hij werd tot in december 1941 opgesloten in de gevangenis van Antwerpen en toen voorlopig vrijgelaten. In juni 1942 werd hij echter opnieuw gearresteerd en maakte hij deel uit van een groep van vijftig gijzelaars, als vergelding voor een sabotage die was gepleegd in de haven van Antwerpen.
Eerst werd hij naar de gevangenis van Sint-Gillis gevoerd en vandaar als Nacht-und-Nebel-gevangene naar Bochum in Duitsland. Op 6 mei 1943 werd hij ter dood veroordeeld voor spionage en hulp aan de vijand. Hij werd vervolgens naar de gevangenis van Essen overgebracht, waar zijn veroordeling onverwacht werd omgezet in tien jaar gevangenisstraf. Hij werd vervolgens naar het kamp van Sonnenburg overgebracht en later naar Wolfenbüttel. Toen de geallieerde troepen naderden wilden de SS-bewakers alle gevangenen tijdens de evacuatie naar Brandenburg vermoorden. Door zijn koelbloedig optreden kon Michotte samen met twaalf zieke gevangenen aan executie ontsnappen. Op 27 april 1945 werd hij bevrijd en na een verblijf in een Russisch hospitaal keerde hij in juli naar huis terug.
Na het beëindigen van zijn militaire loopbaan, bleef hij actief in verzetsverenigingen. Hij werd medeoprichter van de Nationale Unie van politieke gevangenen en weerstanders en was er actief: als voorzitter van de afdeling Brugge (1948-1954), als nationaal beheerder (1950-1954) en als nationaal secretaris (vanaf 1977). Hij was ook lid van het Contactcomité van de Vaderlandslievende verenigingen.
Binnen het Studie- en Documentatiecentrum Oorlog en Hedendaagse Maatschappij (SOMA) werd hij lid van het Wetenschappelijk Comité en in 1991 werd hij bij de oprichting voorzitter van De Vrienden van het SOMA. Hij was actief betrokken bij initiatieven zoals de wedstrijd voor oorlogsverhalen en de tentoonstelling van oorlogsschilderijen en -schetsen. Michotte was trouwens zelf een getalenteerd tekenaar.

## Publicatie
- A l'ombre de la guillotine 1940-1945. Le récit d'un condamné à mort 'Nacht und Nebel' , 1988.